# Cythère (ville)
Cythère (en grec moderne : Κύθηρα) est un village de Grèce en Attique, capitale de l'île de Cythère et du dème homonyme.
La population de Cythère est d'environ 281 habitants (2011).
Cythère est un village pittoresque aux maisons blanches et aux ruelles étroites. Il possède un certain nombre d'églises et de monastères historiques, ainsi qu'un musée archéologique. La ville est également connue pour ses restaurants et ses tavernes, qui servent des plats traditionnels grecs.

## Géographie
Elle se situe dans la partie sud de l'île.

## Histoire
Le village est construit autour du château médiéval, établi sur une colline rocheuse et agrandi par les Vénitiens en 1503. Il est devenu la capitale de l'île après la destruction par Barberousse de l'ancienne capitale, Paléochora, en 1537.

## Tourisme
Cythère est une destination touristique populaire, en particulier pour les randonneurs et les amateurs de nature. L'île possède un certain nombre de sentiers de randonnée, ainsi que des plages isolées. La ville de Cythère est un bon point de départ pour explorer l'île.

## Galerie

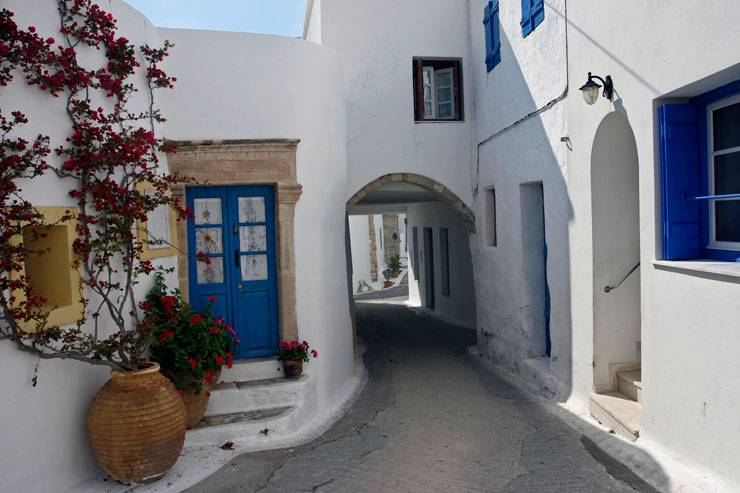
Rue du village de Cythère
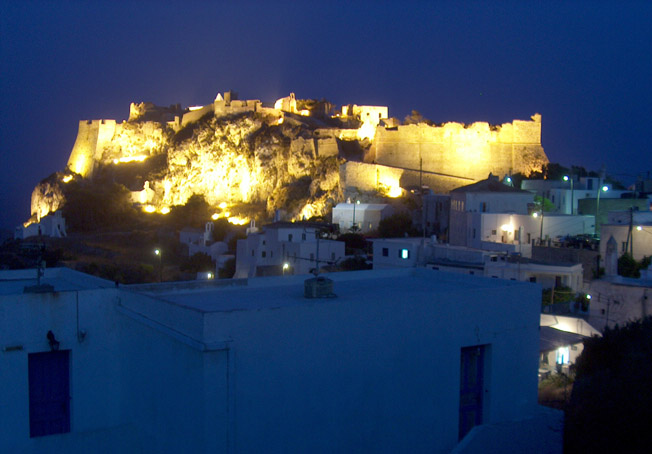
Le château médiéval de Cythère
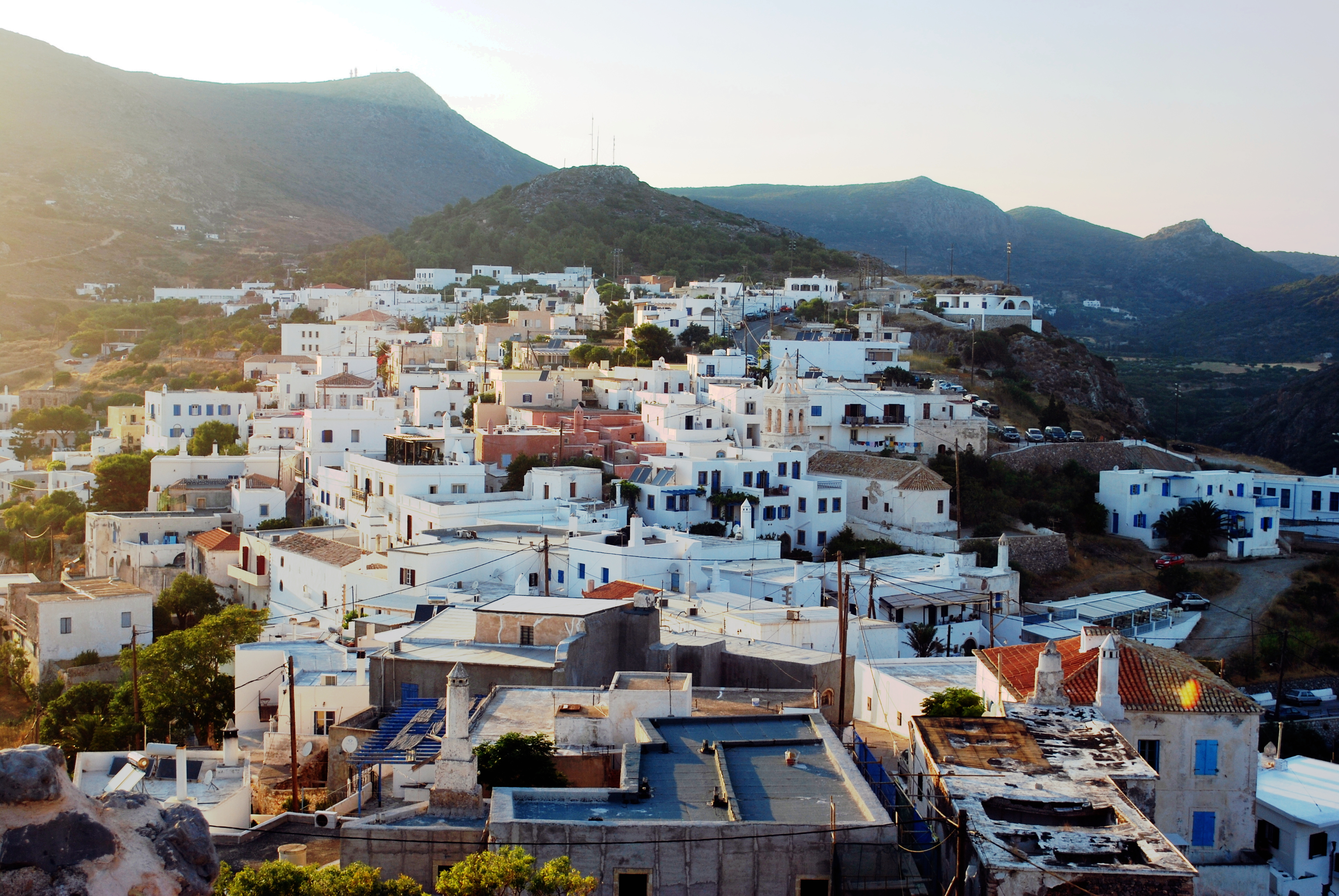
Le village
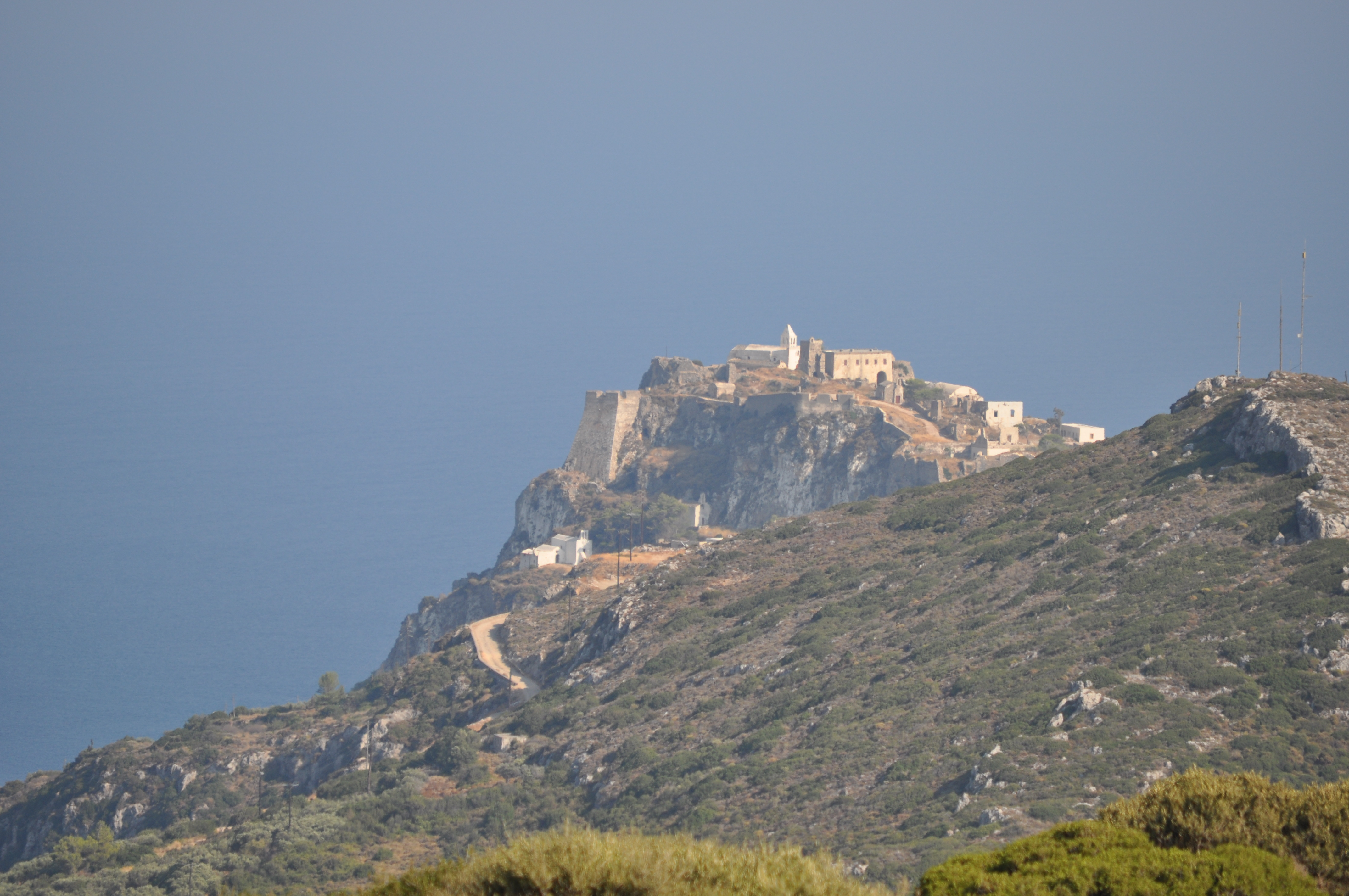
Vue du château